# Girolamo di Tiziano

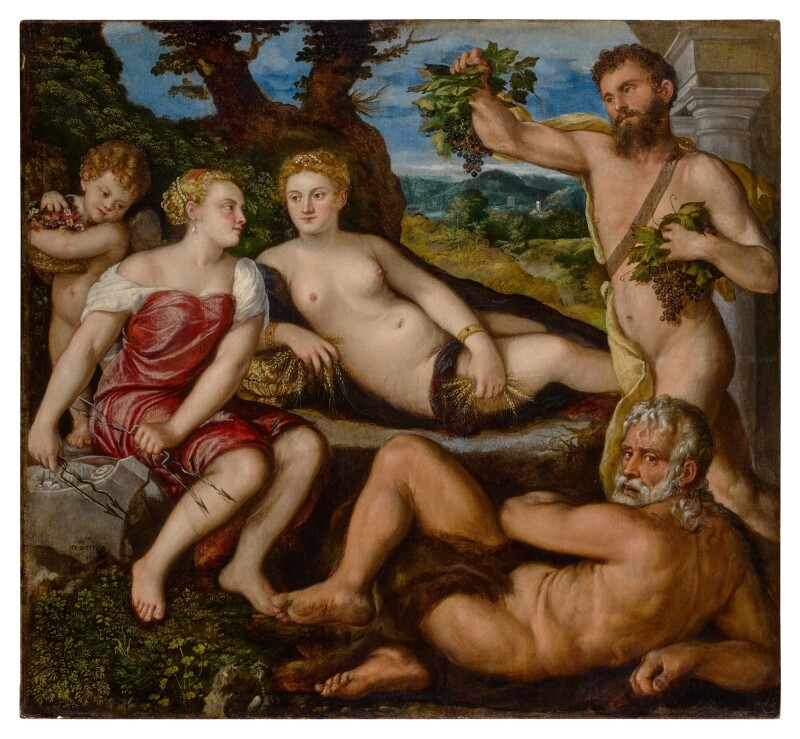
Girolamo di Tiziano. Alegoria de las cuatro estaciones

Girolamo Denti (o Dante), conocido como Girolamo di Tiziano (Ceneda, c. 1510 - Venecia, c. 1572) fue un pintor italiano del Renacimiento, que trabajó en el taller de Tiziano Vecellio y se convirtió en su principal colaborador, hasta el punto de añadir el nombre de su maestro al suyo propio.

## Biografía
No se conocen demasiados datos de su vida. Es bastante posible que fuese pariente lejano de Tiziano, en cuyo taller comenzó a trabajar hacia 1520. Pronto se convertiría en uno de sus principales ayudantes; Giorgio Vasari consigna la gran habilidad que tenía Dente para imitar el estilo de su maestro.
Su personalidad artística ha sido claramente eclipsada por la de su maestro, que retocó muchas de sus obras. Muchas de ellas han sido frecuentemente adjudicadas al propio Tiziano. Sólo en algunos encargos de cierta envergadura que Denti acometió en solitario pueden adivinarse rasgos de su propio estilo, que bebe, además de la inevitable influencia tizianesca, de la obra de artistas como Rafael, Lorenzo Lotto o Paris Bordone.

## Obras destacadas
- Virgen entronizada con el Niño y santos (c. 1530, Catedral de Cesena)
- Las Cuatro Estaciones (c. 1540, Colección privada, París)
- Sagrada Familia con donantes (c. 1540, Gemäldegalerie, Dresde)
- Virgen entronizada con el Niño y santos (v. 1540, Palacio Episcopal, Monópoli)
- Santos Andrés, Sebastián y Roque (c. 1540, iglesia parroquial de Mel)
- Santos Marcos, Leonardo y Francisco (c. 1540, Pinacoteca Comunale, Ancona)
- Retrato del dogo Lorenzo Priuli (1557, colección particular)
- Anunciación (1557-1561, Mason Vicentino, Venecia)
- Virgen con el Niño y santos (1559, Gallerie dell'Accademia, Venecia)
- Ninfa y sátiro (Institute of Arts, Detroit)